# Tai'an, Anshan
Tai'an är ett härad i Liaoning-provinsen i Folkrepubliken Kina. Häradet har drygt 354.000 invånare (2000) och lyder under prefekturen Anshan.
Den kinesiske politikern Zhang Dejiang kommer från Tai'an.